# Alienates insularis
Alienates insularis är en insektsart som beskrevs av Barber 1953. Alienates insularis ingår i släktet Alienates och familjen Enicocephalidae. Inga underarter finns listade i Catalogue of Life.